# Philotas
Philotas o Filotas es la tragedia en un acto escrita en 1758 por el poeta, dramaturgo y filósofo Gotthold Ephraim Lessing, en plena era de la Ilustración y del apogeo del Imperio Prusiano (1701 - 1918), en lo que ahora es territorio de la actual Alemania.
La trama se desarrolla cuando el príncipe-comandante Philotas, un joven impuetuoso e inexperto, es apresado por el bando contrario durante su primera batalla en el contexto de la Guerra de los Siete Años (1756 - 1763), la que se da entre Prusia y Hannover contra Austria, Francia, Suecia y España por el control de regiones como Sajonia y Silesia.
Ya en el cautiverio de su prisión, Philotas es visitado por el rey Arideo, otrora amigo de su padre, quien le comenta que su hijo también ha sido apresado por el bando contrario. La solución se presenta entonces mediante el canje de prisioneros, en este caso, los hijos de ambos reyes en disputa.
Comienza entonces el monólogo disquisidor de Philotas, de fuerte carácter ético y moral, sobre si su apresamiento jugaría en contra de los intereses de su padre, más aún considerando que este ya se encuentra en poder del hijo del bando enemigo.
En este momento, el joven se cuestiona dar su propia vida para salvaguardar el honor y la supremacía del imperio de su padre, quien tomaría ventaja absoluta sobre el rey Arideo al estar en posesión de su único hijo. Tras meditarlo y conseguir, mediante el engaño, la devolución de sus armas, Philotas finalmente se suicida. Desde su perspectiva, esto colabora con la resolución del conflicto en favor de su padre; sin embargo, podemos interpretar su suicidio como un intento desmesurado de llegar a ser un héroe. Sus ansias por ser considerado de este modo lo llevan a tramar un plan arriesgado que imposibilita la paz inmediata (que, podemos suponer, se hubiera dado al intercambiar prisioneros) y, a su vez, entristece a su padre por la muerte del hijo. Un posible eje de lectura para pensar la problemática que atraviesa Philotas, entonces, es la dualidad entre lazos naturales (padre/hijo) y lazos en el marco social (rey/príncipe). Arideo es el personaje que problematiza estas cuestiones desde una visión madura y mesurada. 
Esta obra es objeto de discusión para los estudiosos de la dramaturgia actual, respecto de si Lessing, mediante el drama de Philotas, deseaba honrar o más bien criticar los fuertes valores imperantes en la Prusia del siglo XVIII, los que según muchos estudiosos resultaron vitales para la supervivencia del imperio. Entre estos se destacan: la prudencia, la modestia, el empeño, la franqueza, la rectitud, el valor, la dureza consigo mismo, el sentido del orden, la conciencia del deber, la puntualidad, la probidad, la austeridad, la lealtad, la subordinación, el recato, la abnegación y el sentido de justicia.
Sin embargo, es posible hacer una lectura en tono satírico de la obra, lo que, además, concuerda con el posicionamiento personal de Lessing respecto al sentimiento patriótico y de heroísmo. En efecto, el autor, en algunas cartas intercambiadas con Johann Wilhelm Ludwig Gleim, habla de estas características en tono peyorativo, en tanto debilidades del ser de las cuales él carece con gusto. Sumado a esto, para Lessing, el objetivo de la tragedia es ampliar la capacidad del sujeto de sentir compasión. El heroísmo, por el contrario, se basa en la insensibilidad y debilita la compasión.
- Datos: Q6074342